# Hit (album)
Hit – to trzeci album kompilacyjny Petera Gabriela. Wydany w 2003 r. był pierwszym od 11 lat albumem kompilacyjnym wydanym przez Gabriela oraz pierwszym, na którym znalazły się utwory nagrane po 1978 r. Został wydany w dwóch wersjach: brytyjskiej (UK) i amerykańskiej (US).

## Lista utworów
Wszystkie utwory napisane przez Petera Gabriela, wyjątki podane w nawiasach.

### Płyta 1
1. „Solsbury Hill” (Peter Gabriel I) – 4:23
2. „Shock the Monkey” (Peter Gabriel IV) – 3:59
3. „Sledgehammer” (So) – 4:59
4. „Don't Give Up” (So) – 5:55
5. „Games Without Frontiers” (Peter Gabriel III) – 3:57
6. „Big Time” (So) – 4:28
7. „Burn You Up, Burn You Down” (Gabriel, Neil Sparkes, Karl Wallinger) – 5:26
8. „Growing Up” (Tom Lord-Alge Mix) (Up) – 4:48
9. „Digging in the Dirt” (Us) – 5:15
10. „Blood of Eden (Radio edit)” (Us) – 5:06
11. „More Than This (Radio edit)” (Up) – 4:33
12. „Biko” (Peter Gabriel III) – 6:58
13. „Steam” (Us) – 6:02
14. „Red Rain” (So) – 5:39
15. „Here Comes the Flood (1990 version)” (Shaking the Tree) – 4:32

### Płyta 2 (UK)
1. „San Jacinto” (Peter Gabriel IV) – 6:31
2. „No Self Control” (Peter Gabriel III) – 3:55
3. „Cloudless” (Long Walk Home: Music from the Rabbit-Proof Fence) – 4:48
4. „The Rhythm of the Heat” (Peter Gabriel IV) – 5:18
5. „I Have the Touch (Robbie Robertson Mix)” (ścieżka dźwiękowa z filmu Fenomen) – 4:19
6. „I Grieve” (Up) – 7:24
7. „D.I.Y.” (Peter Gabriel II) – 2:38
8. „A Different Drum” (Passion) – 4:47
9. „The Drop” (Up) – 3:02
10. „The Tower That Ate People (Steve Osborne Mix)” (ścieżka dźwiękowa z filmu Czerwona Planeta) – 4:06
11. „Lovetown” (ścieżka dźwiękowa z filmu Filadelfia) – 5:23
12. „Father, Son” (OVO) – 4:58
13. „Signal to Noise” (Up) – 7:35
14. „Downside Up” (Live) – 5:32
15. „Washing of the Water” (Us) – 3:54

### Płyta 2 (US)
1. „San Jacinto” (Peter Gabriel IV) – 6:31
2. „I Don't Remember” (Peter Gabriel III) – 4:32
3. „The Rhythm of the Heat” (Peter Gabriel IV) – 5:19
4. „Love to Be Loved” (Us) – 5:17
5. „I Grieve” (Up) – 7:25
6. „Family Snapshot” (Peter Gabriel III) – 4:29
7. „In Your Eyes” (So) – 5:29
8. „The Drop” (Up) – 3:04
9. „The Tower That Ate People (Steve Osborne Mix)” (ścieżka dźwiękowa z filmu Czerwona Planeta)
10. „Lovetown” (ścieżka dźwiękowa z filmu Filadelfia) – 5:21
11. „Father, Son” (OVO) – 4:55
12. „Signal to Noise” (Up) – 7:33
13. „Downside Up” (Live) – 5:33
14. „Cloudless” (Long Walk Home: Music from the Rabbit-Proof Fence) – 4:48